# Fusinus stegeri
Fusinus stegeri är en snäckart som beskrevs av Israel Lyons 1978. Fusinus stegeri ingår i släktet Fusinus och familjen Fasciolariidae. Inga underarter finns listade i Catalogue of Life.